# Юрий Шевчук
Юрий Шевчук (на руски: Шевчук, Юрий Юлианович) е руски рок певец, музикант, автор на песни и художник. Основател и вокалист на група „ДДТ“.
Известен е с гражданско-патриотичната си лирика, призив към самоусъвършенстване, пацифизъм, социална сатира и протест.

## Биография
Роден е на 16 май 1957 г. в село Ягодное, Магаданска област. От детските си години се увлича по изобразителното изкуство, а по-късно започва да взима уроци по музика. Завършва Башкирския държавен педадогически институт, като по това време негови картини получават награди на различни конкурси. След дипломирането си три години преподава рисуване в башкирското село Иглино.
През 1980 г. се установява в Уфа, където основава група ДДТ. Музикантите свирят на студентски вечеринки, в ресторанти, кинотеатри и домове на културата. Първата записана песен от колекива е „Дождь“, а скоро след това групата издава албума „ДДТ-1“, съдържащ 7 песни. Стилът на групата се оформя като рокендрол с елементи на хардрок и ритъм енд блус. През 1982 г. ДДТ става лауреат на конкурса „Золотой камертон“ на Комсомольская правда с песента „Не стреляй“, вдъхновена от Войната в Афганистан.
През 1983 г. Шевчук и пианистът на ДДТ Владимир Сигачов записват албума „Компромисс“ заедно с музикантите от група Рок Сентябрь. Записите бързо се разпространяват в цялата страна и увеличават популярността на ДДТ. През 1984 г., след издаването на албума „Периферия“ Шевчук напуска Уфа по настояване на КГБ. По поръчка на властта албумът получава критика, а на групата е забранено да записва в студио.
Скоро музикантът се установява в Ленинград, където в края на 1986 г. събира нов състав на ДДТ. Групата е посрещната като откритие на сцената на Петия фестивал на Ленинградския рок клуб. През 1987 г. ДДТ участва на фестивалите „Рок 87“ и на всесъюзните фестивали в Подмосковието. През 1988 г. излиза и първият „легален“ албум на групата – „Я получил эту роль“, издаден от лейбъла „Мелодия“.
90-те години са особено продуктивен период за Шевчук и ДДТ. След разпадането на СССР групата гастролира в Западна Европа, САЩ, Япония, Израел. Особено успешен става албумът „Актриса весна“ от 1992 г., съдържащ хитовете „Что такое осень“, „Родина“, „В последную осень“. В средата на 90-те ДДТ изнася концертната програма „Черный пес Петербург“, а през 1994 г. излиза албумът „Это все...“. По време на Първата чеченска война Шевчук изнася акустични концерти пред военни и често критикува руската власт.
През 1998 г. получава наградата „Своя колея“, но отказва да я получи поради лични причини.
През 2000 г. ДДТ отбелязва своята 20-годишнина с грандиозно турне. През 2001 г. Шевчук участва в записите на албума на група Пилот „Сказка о прыгуне и скользящем“. Освен това музикантът участва в много концерти, посветени на авторската песен. Началото на новия век е нов етап и за ДДТ. Албумите „Единочество 1,2“ и „Пропавший без вести“ са ориентирани към съвременното общество, религията и любовта към живота. През 2007 г. Шевчук получава премията „Триумф“ за принос в музиката и изкуството. Всички получени средства музикантът дарява на пострадалите от войните в Чечения.
През 2008 г. участва в Марша на несъгласните, протестирайки срещу резултатите от президентските избори в Русия. В края на същата година издава самостоятелния си албум „L'Echoppe“ („Лавката“), чийто аранжор и продуцент е Константин Казански.
Юрий Шевчук е автор на две стихосбирки, озаглавени „Сольник“ и „Умирам всяка пролет“.

## Дискография

### С ДДТ
- 1981 – ДДТ-1 (Инопланетянин)
- 1982 – Свинья на радуге
- 1983 – Компромисс
- 1984 – Периферия
- 1985 – Время
- 1988 – Я получил эту роль
- 1990 – Оттепель
- 1991 – Пластун
- 1992 – Актриса Весна
- 1995 – Это всё...
- 1996 – Любов
- 1997 – Рождённый в СССР
- 1999 – Мир номер ноль
- 2000 – Метель августа
- 2002 – Единочество. Часть 1: Мама это рок-н-ролл?
- 2003 – Единочество. Часть 2: Живой
- 2005 – Пропавший без вести
- 2007 – Прекрасная любовь
- 2011 – Иначе
- 2014 – Прозрачный
- 2018 – Галя ходи

### Соло албуми
- 1983 – Череповецкий магнитоальбом
- 1995 – Кочегарка (записан 1985 г.)
- 1998 – 82 г. (записан 1982 г.)
- 2001 – Два концерта. Акустика (записан 1997 г.)
- 2005 – Москва. Жара (записан 1985 г.)
- 2007 – Прекрасная любовь
- 2008 – L’Echoppe